# ۱۴۹۳ (میلادی)
۱۴۹۳ (میلادی)، هزار و چهارصد و نود و سومین سال تقویم میلادی است.

## رویدادها
- بازگشت جهانگرد مشهور، کریستف کلمب، از اولین سفر اکتشافی‌اش.
- رفتن کریستف کلمب به دومین سفر اکتشافی‌اش.
- کشف جزایر آنتیل، پورتوریکو، دومینیکا و هیسپانیولا (دومینیکن و هائیتی امروزی) به دست کریستف کلمب
- امضا عهدنامهٔ تردسیلاس در مقر پاپ که جهان را به منطقهٔ قدرت اسپانیا و پرتغال تقسیم کرد.
- امضا عهدنامهٔ بارسلونا که طی آن شارل هشتم پادشاه فرانسه دو منطقه کورداین و روسیو را به فرناندوی دوم، پادشاه آراگون، پادشاه اسپانیا بازگرداند.
- جانشینی ماکسیمیلیان، آرشیدوک اتریش به جای پدرش فریدریش سوم، امپراتور مقدس روم به عنوان امپراتور مقدس روم.
- درگذشت فریدریش سوم، امپراتور مقدس روم، پادشاه آلمان.

## زادروزها

### ژانویه
- ۱ ژانویه - هوجو گن‌آن، سامورایی اهل ژاپن. (درگذشتهٔ ۱۵۸۹)
- ۱ ژانویه - ماتسودایرا شیگه‌یوشی، یکی از رهبران خاندان ماتسودایرا، اهل ژاپن. (درگذشتهٔ ۱۵۸۰)
- ۲۵ ژانویه - ماسیمیلیانو سفورزا، دوک میلان و پسر  لودوفیکو اسفورزا. (درگذشتهٔ ۱۵۳۰)

### مارس
- ۶ مارس - خوان لوئیس ویوز، فیلسوف و معلم اهل اسپانیا. (درگذشتهٔ ۱۵۴۰)

### اکتبر
- ۱۴ اکتبر - شیمازو تادایوشی، سامورایی اهل ژاپن. (درگذشتهٔ ۱۵۶۸)

### دسامبر
- ۱۱ دسامبر - پاراسلسوس، پزشک، ستاره‌شناس و کیمیاگر سوئیسی-آلمانی. (درگذشتهٔ ۱۵۴۱)

### تاریخ نامعلوم
- میزونو تاداماسا، سامورایی اهل ژاپن. (درگذشتهٔ ۱۵۴۳)

## درگذشت‌ها

### ژوئن
- ۹ ژوئن - هاتاکه‌یاما ماساناگا، سامورایی و پسر هاتاکه‌یاما موچی‌تومی، اهل ژاپن. (زادهٔ ۱۴۴۲)

### اوت
- ۱۹ اوت - فریدریش سوم، امپراتور مقدس روم، پادشاه آلمان از سال ۱۴۴۰ تا ۱۴۹۳. (زادهٔ ۱۴۱۵)

### تاریخ نامعلوم
- گلبهار خاتون، همسر شاه محمد دوم. (زادهٔ ۱۴۳۲)
- مارتین آلونسو پینزون، کاوشگر و ملوان اهل تاج کاستیا. (زادهٔ ۱۴۴۱)
- سلطان بایسنقر، پسر سلطان یعقوب و چهارمین شاه آق‌قویونلو. (زادهٔ ۱۴۸۱)
- احمد زروق، فقیه مغربی. (زادهٔ ۱۴۴۲)

‎